# کوه نابودی
کوه نابودی یا کوه هلاکت یک کوه آتش‌فشانی افسانه‌ای در سرزمین میانی ج.ار. ار تالکین است. این کوه در شمال غرب سرزمین سیاه موردور و نزدیک برج باراد-دور واقع شده‌است. اسم‌های مشابه دیگر در زبان اختراع شده تالکین، زبان سینداری، برای کوه نابودی شامل آرودروین (به انگلیسی: Orodruin) (کوهستان آتشین) و آمون آماراث (به انگلیسی: Amon Amarth) (کوه تقدیر) است. سامات ناور (به انگلیسی: Sammath Naur) (تالار آتش) که توسط سائرون در دوره دوم ساخته شد، مکانی در اعماق هسته مذاب کوه است. این مکان محلی است که سائرون حلقه یگانه را در مدت دوره دوم ساخت.
این کوه نقطهٔ آخر فرودو بگینز را نشان می‌دهد که قصد داشت حلقه را نابود سازد. این پرتگاه محلی است که حلقه یگانه در آغاز توسط سائرون ساخته شد و تنها مکانی است که حلقه در آنجا می‌تواند نابود می‌شود. پس از نابودی حلقه یگانه و فرو ریختن باراد-دور کوه نابودی نیز از بین می‌رود.